# Wjatscheslaw Ismailowitsch Sresnewski

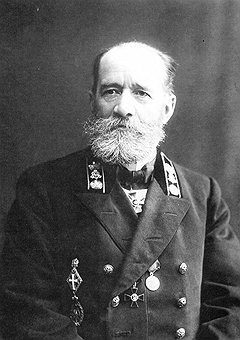
Wjatscheslaw Ismailowitsch Sresnewski

Wjatscheslaw Ismailowitsch Sresnewski (russisch Вячеслав Измайлович Срезневский; * 21. Septemberjul. / 3. Oktober 1849greg. in St. Petersburg; † 1937 in Leningrad) war ein russischer Slawist, Fotopionier und Sportfunktionär.

## Leben
Sresnewski, Sohn des Philologen Ismail Iwanowitsch Sresnewski, studierte an der historisch-philologischen Fakultät der Universität St. Petersburg mit Abschluss 1870. Er arbeitete weiter wissenschaftlich und wurde 1877 zum Magister der Slawistik promoviert. Er leitete die Herausgabe der Initialen der slawischen Sprache der Gesellschaft für altes Schrifttum. 1878 wurde Sresnewski Privatdozent an der Universität St. Petersburg und hielt Vorlesungen über die Geschichte der Russischen Sprache und die Grammatik des Kirchenslawischen (bis 1881). Auch war er Russisch-Lehrer am 2. Realgymnasium und am Kaiserlichen Alexander-Lyzeum.
Sresnewski war Mitglied der  Russischen Technik-Gesellschaft und gründete 1878 zusammen mit  Sergei Lewizki und Dmitri Mendelejew als fünfte Abteilung der Technik-Gesellschaft die Abteilung für Lichtbildnerei, die spätere Abteilung für Fotografie, die er bis 1916 leitete. 1880–1890 hielt er Vorlesungen über die Anwendung der Fotografie im St. Petersburger Institut für Verkehrsingenieurwesen und in den Minen-Offiziersklassen für Ingenieursoffiziere in Kronstadt. Ebenso führte er Fotografie-Kurse bei der Technik-Gesellschaft durch.
Sresnewski entwickelte ein (tragbares) Feldfotolabor (1875), einen gegen Umwelteinwirkungen geschützten Fotoapparat für die Expedition Nikolai Prschewalskis (1882), die erste wasserdichte Kamera für Meeresaufnahmen, die erste Luftbildkamera und Fotoplatten für die Luftbildfotografie (1886) und  eine Kamera für die Registrierung der Phasen einer Sonnenfinsternis (1887).
Sresnewski war Redakteur der russischen Zeitschrift Fotograf, gab 1881–1884 das erste Nachschlagewerk für Fotografie heraus mit mehreren Auflagen und schrieb eine Reihe von Fachaufsätzen. 1892 organisierte er mit anderen den ersten Kongress für Drucktechnik und wurde dessen Sekretär. 1905 wurde er Wirklicher Staatsrat. Er gab die Zeitschrift Fotografische Neuheiten heraus, deren Redakteur er 1906–1918 war. Er organisiere 1912 die zweite internationale Foto-Ausstellung in St. Petersburg.
Auch setzte sich Sresnewski für den Sport ein. Dank seiner Autorität fanden in St. Petersburg zweimal die Eisschnelllauf- und Eiskunstlauf-Weltmeisterschaften statt (1896 und 1903) und 1913 die Schlittschuh-Europameisterschaft. 1911–1918 leitete Sresnewski das Russische Olympische Komitee und 1914 die russische Delegation beim VI. Olympischen Kongress in Paris. Sein späterer Nachfolger war Witali Smirnow. Sresnewski gehörte dem Organisationskomitee der Ersten Allrussischen Sportolympiade 1913 in Kiew an und auch dem der zweiten Allrussischen Sportolympiade 1914 in Riga.
Nach der Oktoberrevolution war Sresnewski 1918–1923 Vorsitzender des wissenschaftlichen Rates des Oberinstituts für Fotografie und Fototechnik in Petrograd.
Sresnewskis Grab auf dem St. Petersburger Smolensker Friedhof ist nicht erhalten. Der Meteorologe Boris Ismailowitsch Sresnewski und der Historiker Wsewolod Ismailowitsch Sresnewski waren Sresnewskis Brüder.